# Jerzy Główczewski
Jerzy Eligiusz Główczewski, né le 19 novembre 1922 à Varsovie (Pologne) et mort le 13 avril 2020 à New York (États-Unis), est un pilote de chasse polonais pendant la Seconde Guerre mondiale, puis architecte après la guerre.

## Biographie
Główczewski est né à Varsovie en Pologne en 1922. Son père était propriétaire d'une imprimerie lithographique et décéda dans un accident de voiture quand Jerzy avait 6 ans ; sa mère, Jozefa, reprit alors l'entreprise. Enfant rebelle, il fut envoyé dans une école strictement gérée par des jésuites. 
Il quitte le pays avec son beau-père à 16 ans à travers la Roumanie, puis le Proche-Orient, lors de l’invasion du pays par l’Allemagne en septembre 1939. Il a failli être tué dans un mitraillage dirigé par un avion allemand alors qu'ils tentaient de rejoindre les restes de l'armée polonaise. En tant que réfugiés, ils ont vécu à Bucarest puis à Tel Aviv. Główczewski rejoint ensuite l'Égypte et rejoint la Brigade des Carpates aux côtés des Alliés et combat lors de la campagne Africaine en Égypte et en Libye. 
Trois ans plus tard, il est d'abord transféré en Grande-Bretagne, puis en France. En Europe occidentale, il reçut une formation de pilote au sein de la Royal Air Force et pilota des Spitfire au sein de la 308e escadrille de chasse polonaise au cours duquel il effectua une centaine de vols et participa à la dernière offensive majeure sur le front occidental par la Luftwaffe allemande au-dessus de Gand. Le jour du Nouvel An en 1945, il abat un Focke-Wulf Fw 190 au-dessus de la Belgique depuis son avion de chasse Spitfire. 
Après la guerre, il résida temporairement en France avant de revenir en Pologne en 1947, où il étudia l’architecture. Membre de l'Aero Club de Varsovie, les autorités lui retirèrent sa licence de pilote en juin 1949,  avant de la reprendre huit ans plus tard. Dans les années 1950, il épousa Irena (connue sous le nom de Lenta) Henisz et eurent une fille, Klara Glowczewska. 
En 1952, il est diplômé de la Faculté d'Architecture de l'Université de Technologie de Varsovie  et participa en outre à la reconstruction de la ville, durement touché par la guerre. Il participa, entre autres, à la construction du Stadion Dziesięciolecia. 
En 1961, il visita les États-Unis grâce à une subvention de la Fondation Ford, ce qui conduisit à un poste d'enseignant à l'Université d'État de Caroline du Nord. Il a vécu en Égypte pendant deux ans à partir de 1965 lorsqu'il dirigea le projet de réaménagement d'Assouan, sous l'égide de la Fondation Ford, alors que les Soviétiques construisaient l'énorme barrage d'Assouan. Au Caire, il noua une amitié avec un professeur local, Boutros Boutros-Ghali, qui deviendra plus tard secrétaire général des Nations Unies. 
Glowczewski a dû fuir l'Égypte pour les États-Unis en 1967 lorsque la guerre des Six Jours éclata, emportant sa femme, sa fille et leur teckel, Romulus. Dans ses dernières années, il enseigna à l'Institut Pratt de New York et écrivit ses mémoires, publiés en trois volumes en polonais et traduits et publiés en anglais en un seul volume, « The Accidental Immigrant » (2007).     
Il décède à New York le 13 avril 2020 à l'âge de 97 ans, d'une infection par le virus SARS-CoV-2, lié à la pandémie meurtrière sévissant dans le pays. 
Il demeurait le dernier pilote de chasse polonais encore vivant de la Seconde Guerre mondiale. 

## Décorations
Il fut à trois reprises décoré de la Croix de la Valeur. 

## Ouvrages
- Główczewski Jerzy, Moja Ameryka. Warszawa:Most  (ISBN 978-83-919-8398-0)
- Główczewski Jerzy, Ostatni pilot myśliwca. Wspomnienia. Warszawa: PWN  (ISBN 978-83-011-9199-3)
- Główczewski Jerzy, Wojak z przypadku. Warszawa: MOST  (ISBN 978-83-906-3302-2)
- Główczewski Jerzy, Optymista mimo wszystko. Warszawa: MOST  (ISBN 83-919839-2-7)